# Hypothyris luxuriosa
Hypothyris luxuriosa är en fjärilsart som beskrevs av Felix Bryk 1953. Hypothyris luxuriosa ingår i släktet Hypothyris och familjen praktfjärilar. Inga underarter finns listade i Catalogue of Life.